# دانيال كابريرا
دانيال كابريرا هو لاعب كرة قاعدة دومينيكاني، ولد في 28 مايو 1981 في سان بيدرو دي ماكوريس في جمهورية الدومينيكان.

## وصلات خارجية
- دانيال كابريرا على موقع دوري كرة القاعدة الرئيسي (الإنجليزية)
- دانيال كابريرا على موقع الدوري الياباني لكرة القاعدة (الإنجليزية)
- دانيال كابريرا على موقعبيزبول رفرنس.كوم (الدوري الرئيسي) (الإنجليزية)
- دانيال كابريرا على موقعبيزبول رفرنس.كوم (الدوري الثانوي) (الإنجليزية)
- دانيال كابريرا على موقع إي إس بي إن.كوم (أم.أل.بي) (الإنجليزية)
- دانيال كابريرا على موقع مشجعي الرسوم البيانية (الإنجليزية)